# Mihăilești-i robbanás
A mihăilești-i robbanást Románia egyik legnagyobb közúti szerencsétlenségeként tartják számon. 2004. május 24-én egy 20 tonna ammónium-nitrátot szállító tehergépkocsi felborult és kigyulladt, majd az oltás közben felrobbant, 18 ember halálát okozva.

## A katasztrófa
A szóbanforgó tehergépkocsi a craiovai Doljchim vegyipari kombinátból szállított műtrágyát Karácsonkőre. A terméket eredetileg vasúton szerették volna szállítani, de a vasúttársaság nem vállalta a fuvart.
Május 24-én, a hajnali órákban a DN2-es főúton közlekedő kamion Mihăilești falu határában az árokba borult. A vizsgálat szerint a sofőr elaludt a volánnál, egyes források szerint a vizes, síkos út is közrejátszott a balesetben.
A baleset után az üzemanyagtartályból szivárgó gázolaj kigyulladt, így a sofőr riasztotta a tűzoltókat. 20 perc múlva két tűzoltóautó érkezett és megkezdték az oltást; közben az Antena 1 román kereskedelmi televízió stábja és bámészkodó falusiak is megjelentek a helyszínen. A rakomány kisvártatva felrobbant, 18 ember azonnali halálát és további 13 súlyos sérülését okozva. Az áldozatok között volt a kamionsofőr, hét tűzoltó és az Antena 1 két munkatársa. A robbanás ereje 6–8 tonna TNT-nek felelt meg, és 6,5 méter mély krátert hagyott maga után. A robbanás példátlan ereje részben a hanyag, szabálysértő módon történt rakodás következménye volt, a műtrágyát ugyanis zsákokba ömlesztve szállították.
Nem sokkal a katasztrófa után rendőrök, majd katonák érkeztek a helyszínre, majd rövid és felületes vizsgálat után a roncsokat eltakarították és hozzáláttak a kráter befedéséhez és a megrongálódott országút kijavításához. Részletes vizsgálatokat csak később, a közvélemény nyomására indítottak.

## Következmények
A bíróság a Doljchim gyár igazgatóját és a szállítási vállalat két tulajdonosát tette felelőssé a tragédiáért, és mindhármukat négy év letöltendő börtönbüntetésre ítélte.
A román kormány segélyt folyósított az áldozatok és a sérültek családjai számára. A katasztrófa emlékére annak helyén emlékművet emeltek.